# Echeveria bifida
Echeveria bifida är en fetbladsväxtart som beskrevs av Schlecht.. Echeveria bifida ingår i släktet Echeveria och familjen fetbladsväxter. Inga underarter finns listade i Catalogue of Life.